# Manišince
Manišince (en serbocroata: Manišince / Манишинце) o Manishincë (en albanés: Manishincë) es un pueblo en el municipio de Novo Brdo del distrito de Pristina de Kosovo.Manišince es uno de los enclaves serbios en Kosovo.   

## Demografía
La evolución demográfica de Manišince entre 1948 y 2011 fue la siguiente:
| 155                                                 | 184 | 229 | 246 | 203 | 138 | 67 |
| (Fuente: Population of Kosovo since Yugoslav times) |     |     |     |     |     |    |

Según el censo de 2011 (boicoteado parcialmente por los serbios), los serbios representaban el 100% de la población (67 personas).En el censo yugoslavo de 1961, los serbios eran el 99,12% de la población local.